# Montagnes Noires
Ne doit pas être confondu avec Montagne Noire.
Pour l’article homonyme, voir Massif des Montagnes Noires.
Les montagnes Noires (en breton : Menez Du) sont une chaîne de montagnes située en Bretagne (en Argoat), relativement étroite et de faible altitude, composée principalement de grès dur et de quartzite, qui s'étire d'ouest en est depuis le voisinage de Châteaulin jusqu'aux environs de Glomel. La chaîne sépare la dépression de Châteaulin et du Poher au nord de la plate-forme méridionale bretonne au sud.

## Géographie

### Topographie

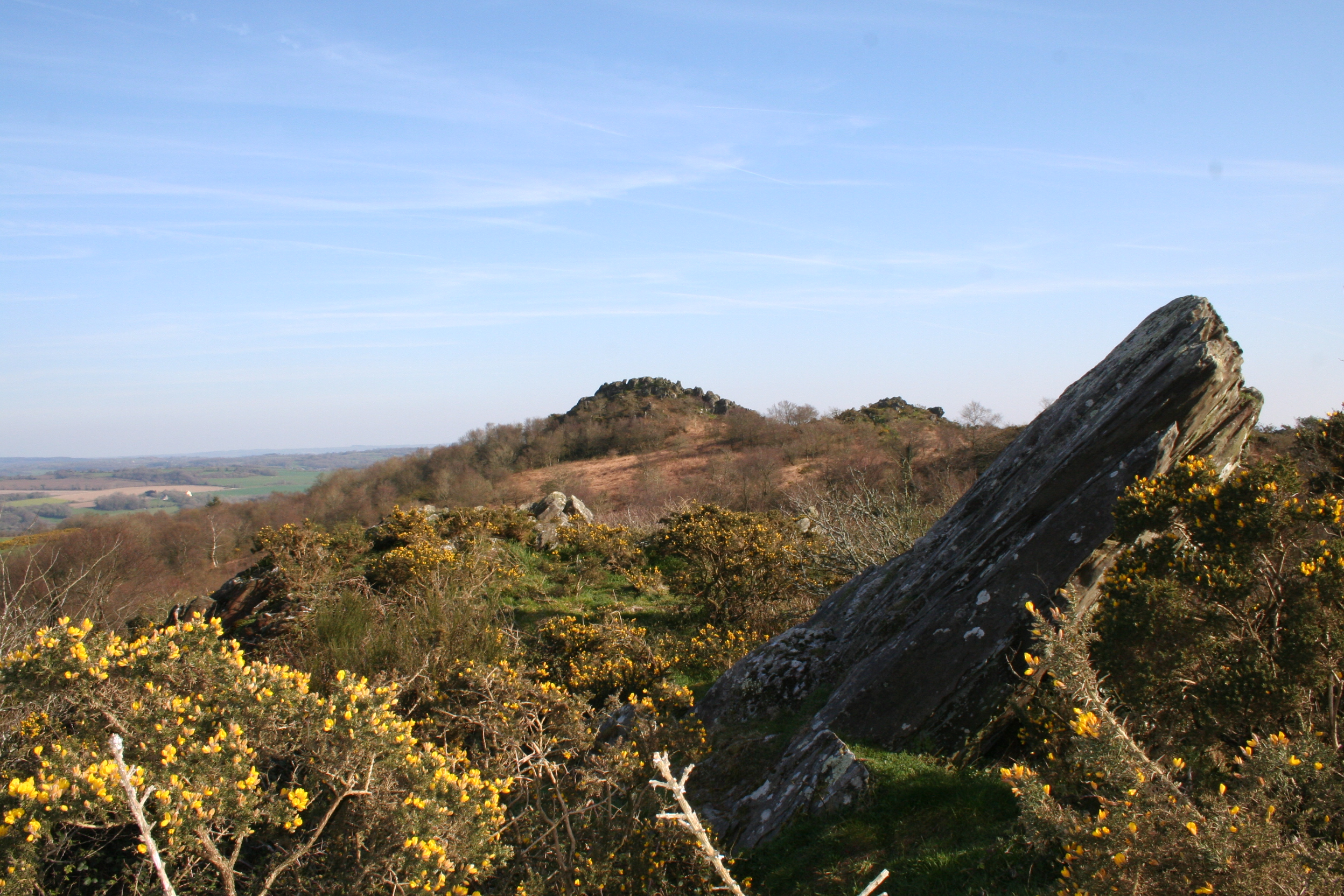
Vue du sommet de Karreg an Tan (la « roche du Feu ») en Gouézec.

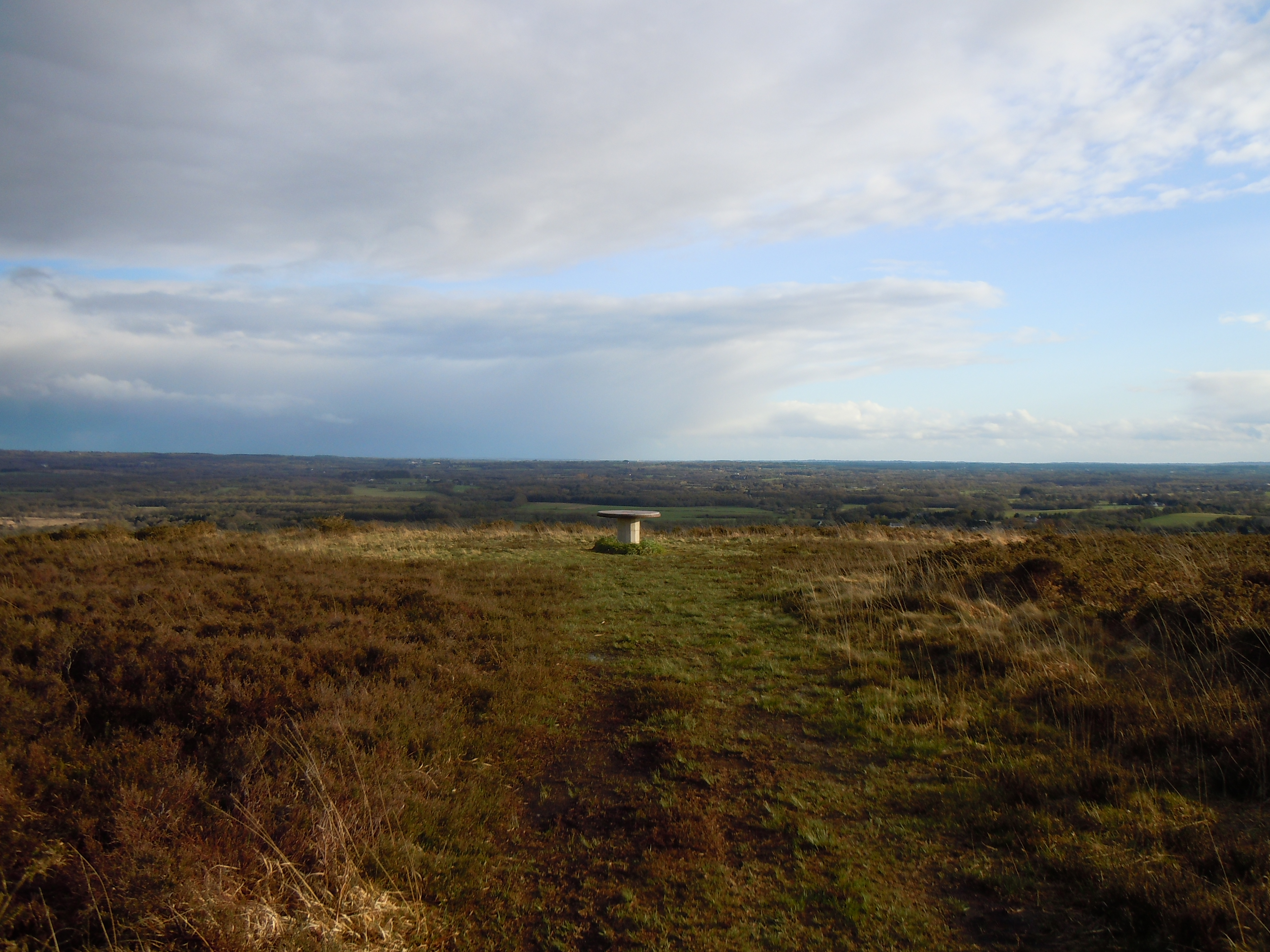
Vue du sommet de la Calotte Saint-Joseph en Langonnet.

Les montagnes Noires culminent au Roc'h Toullaëron (318 mètres) situé dans la commune de Spézet. D'autres cartes de l'IGN, moins précises, indiquent une altitude sensiblement différente de 326 mètres. Cependant, le Ménez Hom (329 mètres), donc plus élevé, est considéré comme l'extrémité occidentale de ce massif, qui se prolonge par deux rameaux formant la presqu'île de Crozon et, en passant par la montagne de Locronan, celle du cap Sizun.
Les autres sommets du massif portant un nom se nomment d'ouest en est (entre parenthèses est donnée leur altitude) :
- Karreg an Tan (ou Carrec[2] an Tan ou « roche du Feu », 279 mètres) ;
- Reun Du ;
- Roc'h Bily ;
- Roc'h Ker Hodiern ;
- Roch Jégu ;
- Roc'h Moniven ;
- Roc'h Plenn ;
- Roc'h an Aotroù (304 mètres) ;
- Montagne de Laz (264 mètres) ;
- Roc'h Castel ;
- Roc'h Veur ;
- Menez an Duc (282 mètres) ;
- Roc'h ar Werc'hez ou rocher de la Vierge (260 mètres) ;
- Roc'h An Ankou (236 mètres) ;
- Minez Guernazou (282 mètres) ;
- Rocher de la Madeleine (262 mètres) ;
- Minez Gligueric (304 mètres) ;
- Minez Zant Yann (296 mètres) ;
- Calotte Saint-Joseph (292 mètres) ;
- Minez Du (306 mètres).

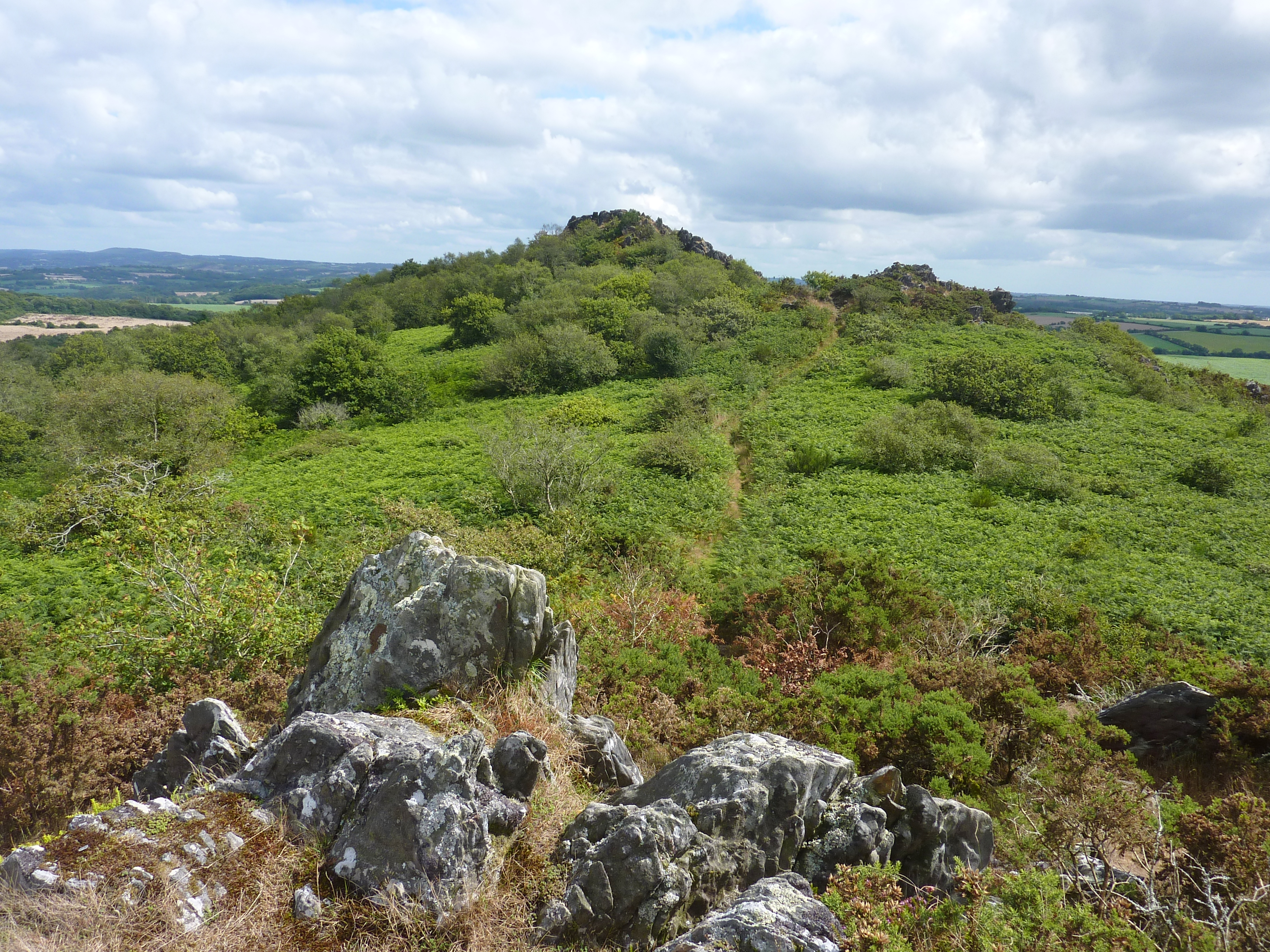
Karreg-an-Tan vue de l'ouest.
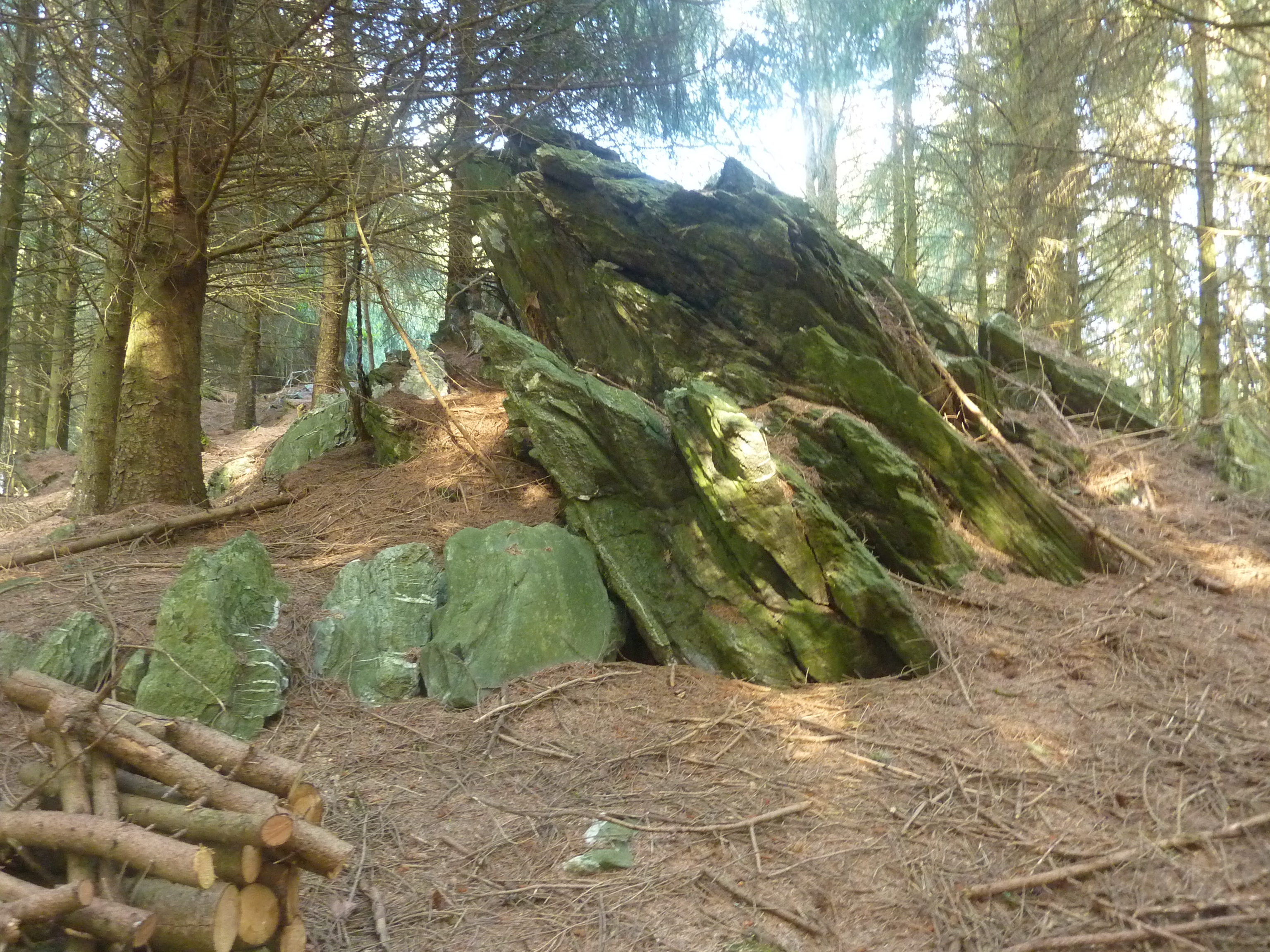
Roc'h Tourment, un des sommets des montagnes Noires, schistes à fort pendage (Edern).
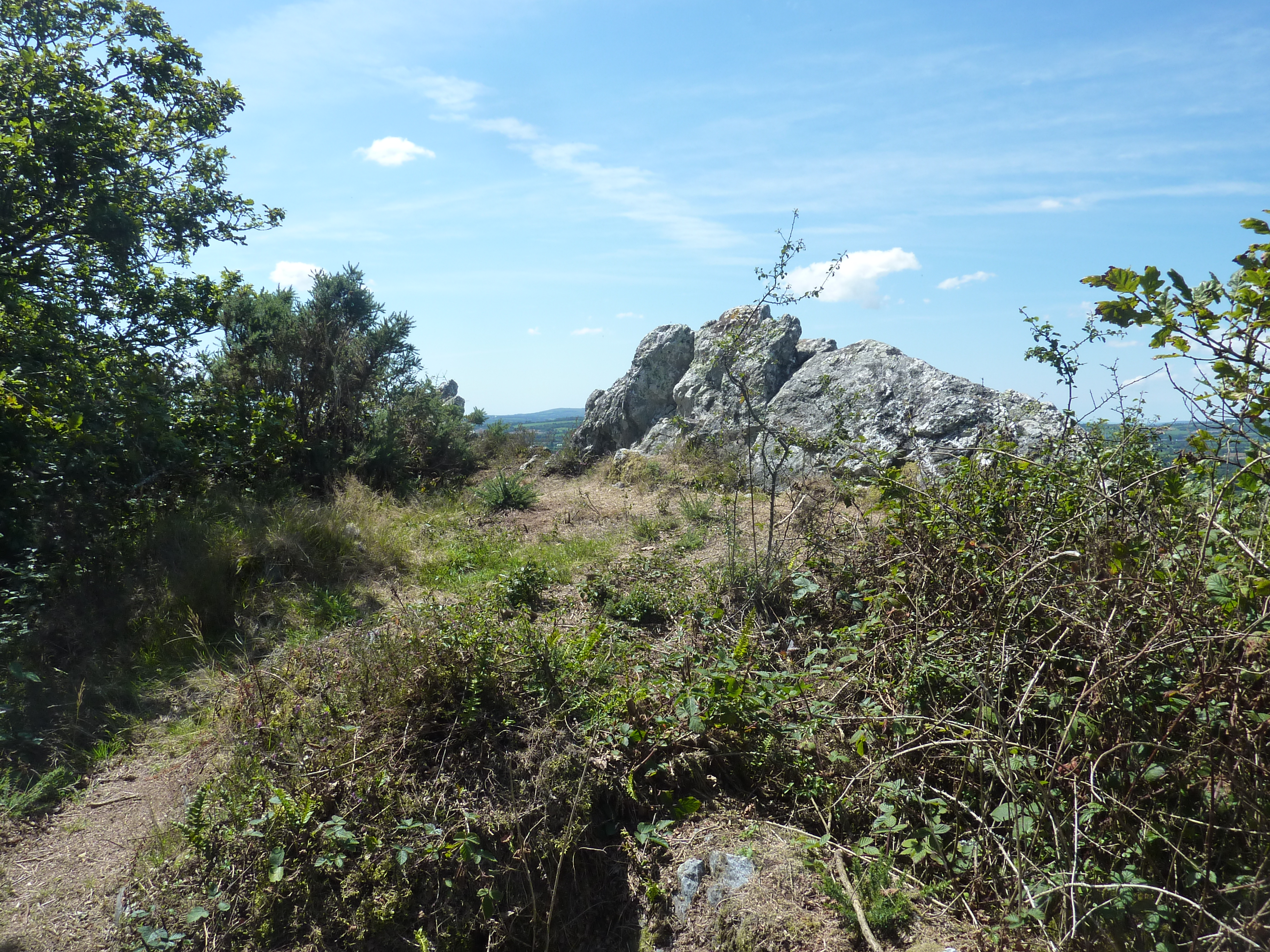
Le sommet de Ménez Landivigen (260 mètres d'altitude) situé près du « jardin Picart » (Edern).
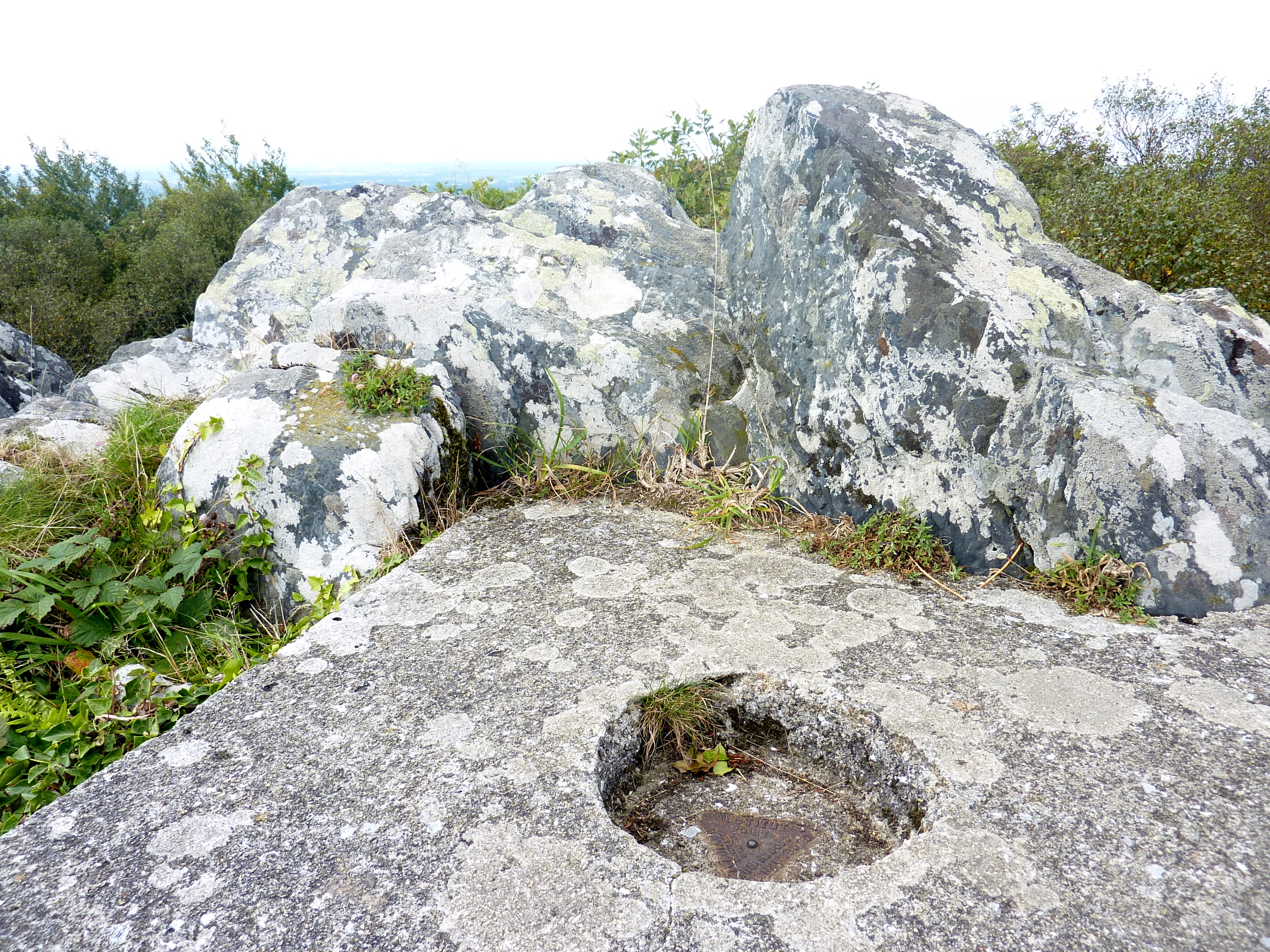
Le sommet du Roc'h Toullaëron en Spézet et la borne géodésique.
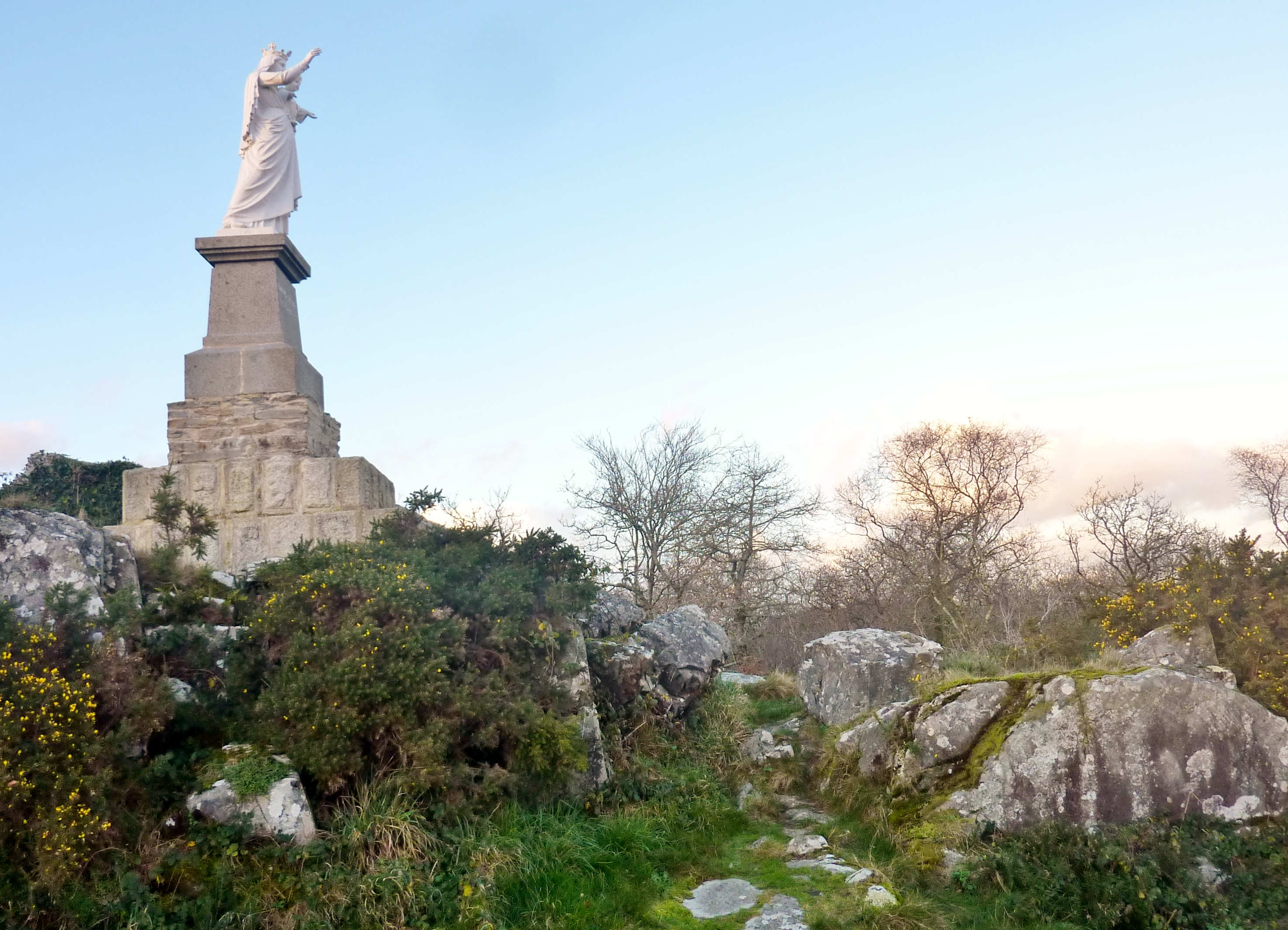
La Vierge des montagnes Noires, statue édifiée sur l'éperon rocheux de Cudel (Spézet).
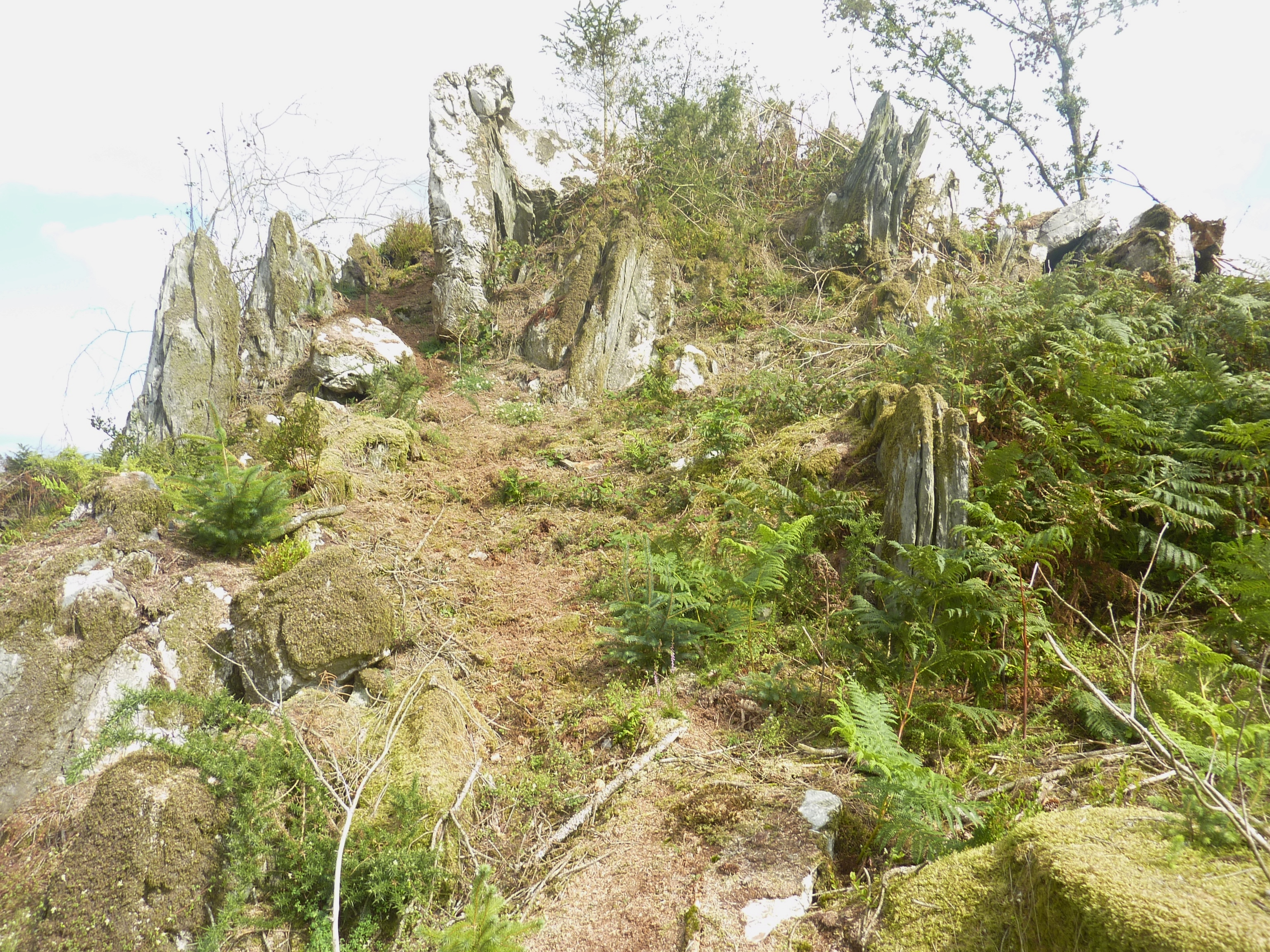
Le sommet de Ty Coz (cote 308) en Saint-Hernin et ses schistes plissés à la verticale.

L'épithète de « Noires » évoque la couverture forestière de la chaîne montagneuse, aujourd'hui bien discontinue.

### Géologie

Carte géologique du Massif armoricain.

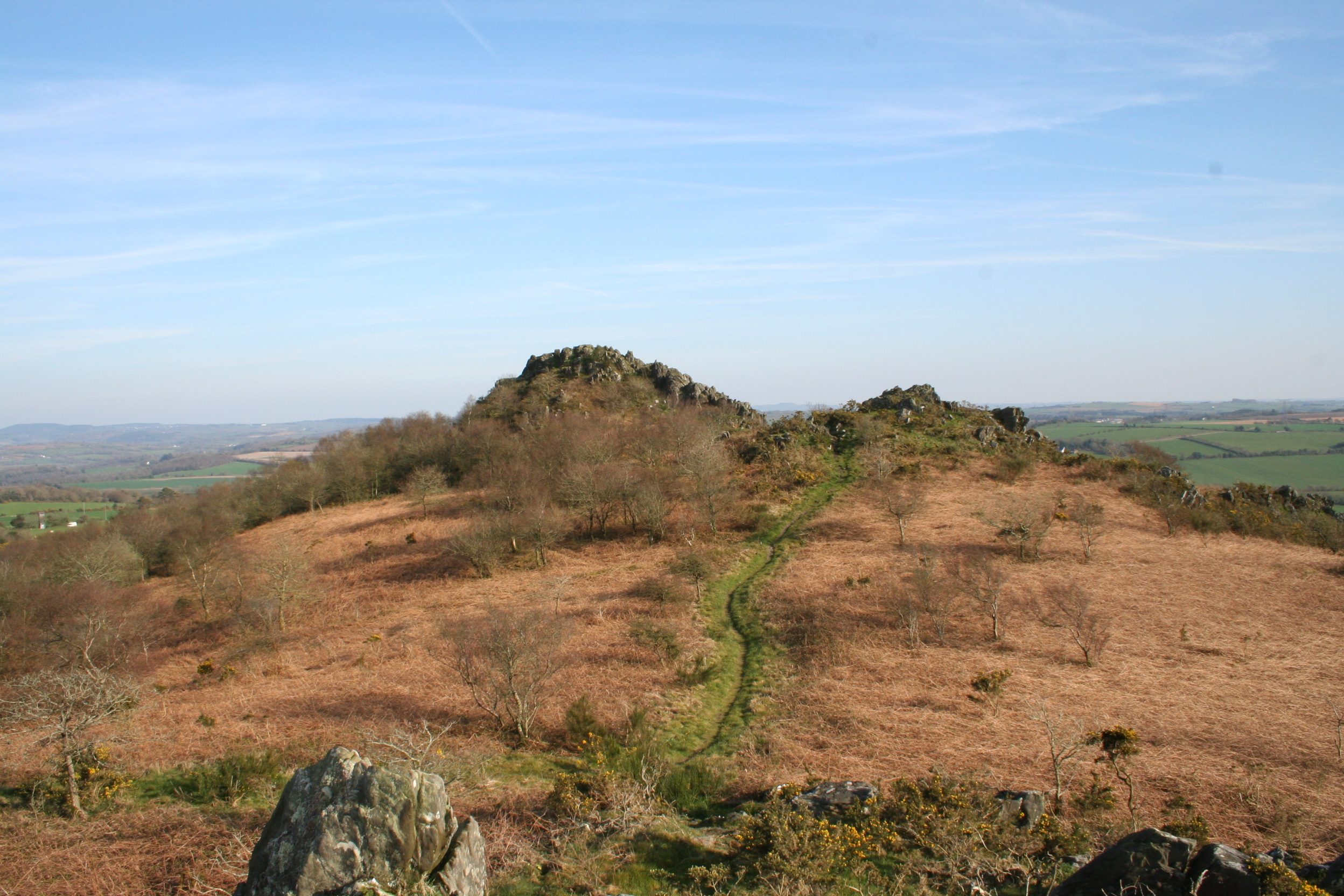
Les schistes de Plougastel (pierre friable et clivable) forment des crêtes aiguës (Karreg an Tan à Gouézec).

Les montagnes Noires sont situées au cœur du domaine centre armoricain, unité géologique du Massif armoricain qui correspond à une structure s'allongeant sensiblement en direction ouest-est, depuis la baie de Douarnenez jusqu'au bassin de Laval. S'opposant aux bas plateaux littoraux méridionaux et septentrionaux, ce bassin sédimentaire est principalement constitué de schistes briovériens (sédiments détritiques essentiellement silto-gréseux issus de l'érosion du segment occidental de la chaîne cadomienne, accumulés sur plus de 15 000 m d'épaisseur et métamorphisés), formant un socle pénéplané sur lequel repose en discordance, dans sa partie orientale, des formations paléozoïques sédimentaires. Ces formations sont déposées dans ce bassin marqué par une forte subsidence, puis sont déformées lors de l'orogenèse varisque (plis hercyniens d'orientation préférentielle N 110° et plusieurs familles de failles d'orientations différentes).
Géologiquement, les montagnes Noires forment un vaste synclinorium complexe entre le bassin carbonifère de Châteaulin au nord et le bassin briovérien au sud. Cette chaîne correspond au cisaillement bordier méridional du bassin de Châteaulin. Elle s'étire d'est en ouest sur une distance d'environ 40 km depuis les environs de Châteaulin jusqu'aux environs de Glomel mais ne dépasse pas 10 km de large. Elle se présente sous l'aspect d'une double ligne de crête que sépare une vallée médiane. Ces deux lignes de crête qui font partie de ces plis hercyniens armant les crêtes appalachiennes, sont de nature géologique différente : grès armoricain et schistes à chloritoïde pour la ligne de crête méridionale, quartzite de Plougastel pour la ligne de crête septentrionale. Entre les deux, au niveau de la vallée médiane, on rencontre du schiste d'âge silurien plus tendre. En un seul point, vers Edern, les terrains dévoniens ont entièrement recouvert le soulèvement silurien qui se prolonge vers l'Ouest jusque dans la presqu'île de Crozon. Dans l'intervalle des deux soulèvements s'étend une dépression centrale remplie par les éboulis et des tourbes qui proviennent de la décomposition des schistes des sommets. Les crêtes à l'est sont formées de croupes massives car empâtées par les produits de désagrégation des roches restés sur place, contrairement aux roc’h (« rocs ») existant plus à l'ouest.
La formation du rift de la Manche et l'océanisation du golfe de Gascogne au Crétacé entraînent le rejeu vertical de failles, notamment celles du linéament « Cap Sizun - Montagnes Noires » de direction N70 à 80° (orientation héritée de l'orogenèse varisque).

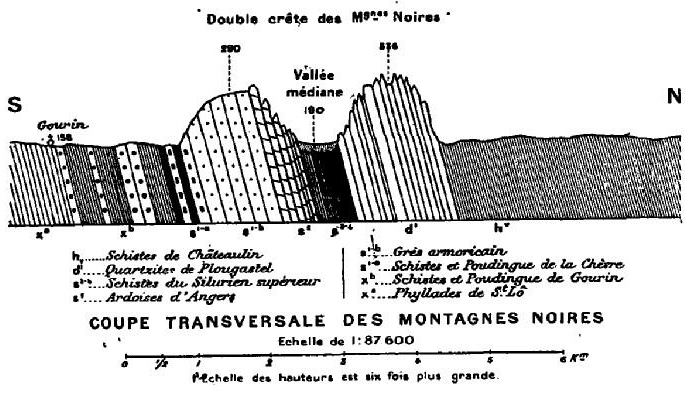
Coupe géologique transversale des montagnes Noires (L. Gallouédec, 1893).

Le terme montagne semble bien excessif pour désigner ces hauteurs qui s'apparentent en fait plus à des collines. Mais en Basse-Bretagne la moindre éminence est désignée par le terme breton menez, terme qui avait à l'origine le sens de landes, mais dont le sens a évolué avec le temps pour prendre celui de montagne.

### Végétation
Forêts et landes recouvrent ses hauteurs. Des marais et des tourbières occupent les dépressions situées entre les deux lignes de crête parallèles du massif. Les principaux massifs forestiers sont la forêt de Laz et les bois de Coat Diner, de Coat Queinec, de Coat Ty Roué, de Toullaéron, de Conveau et de Kerjean. Les sapinières, qui sont le résultat d'un reboisement récent, sont nombreuses.

« Les Montagnes-Noires [... sont composées] presque exclusivement de granits et de schistes, un amoncellement de pierres décharnées, une nudité presque absolue, une lugubre monotonie ; c'est une région couverte de landes stériles ou de rochers décomposés par le temps, où il ne croît qu'une herbe courte et chétive ; mais à leurs flancs sont creusés des vallons où coule un eau vive ; il en descend mille ruisseaux qui se précipitent avec rapidité ; on entend de tous côtés, dans ces vallées, le tictac des moulins »

— F. Jéhan.
L'omniprésence de la lande jusqu'à la fin du XIXe siècle est confirmée par Victor-Eugène Ardouin-Dumazet qui écrit, parlant de la partie située entre Motreff et Glomel, que « la Montagne Noire est nue, ses lourdes croupes n'ont qu'un manteau d'ajonc et de bruyère (...). Malgré la médiocre altitude de cette partie du massif dont aucun sommet n'atteint 270 mètres, cela donne bien l'impression de montagne. »

## Histoire

### Un pays refuge
Selon Pitre-Chevalier, au fur et à mesure des invasions successives et de la colonisation de l'Armorique, venues par la mer, les occupants antérieurs gagnaient le centre de la presqu'île armoricaine et les hauteurs, notamment les monts d'Arrée et les montagnes Noires, conservant leurs lois et leurs traditions, et notamment leur droit à une propriété libre, exempte de droits seigneuriaux.
Au Moyen Âge, les tenanciers des régions proches des côtes payaient pour leurs terres productives de fortes redevances, mais une longue habitude les avaient habitués à cette sujétion, ce que refusaient les habitants de l'intérieur, plus pauvres, qui refusaient tout tribut. De là leurs révoltes périodiques contre les seigneurs, les villes, et toute autorité voulant les imposer de la jacquerie de 1489 aux Bonnets Rouges.

### Un repaire du sinistre brigand La Fontenelle
En janvier 1592, Guy Eder de La Fontenelle, après avoir écumé la région de Saint-Brieuc, s'installe dans la forêt de Laz avec une troupe de 400 hommes environ. De tout temps, cette forêt était réputée dangereuse pour les voyageurs. Vols de bestiaux, de meubles, de deniers, viols, rapines diverses, incendies exaspèrent vite les habitants de la région de Châteauneuf-du-Faou. Le notaire de cette ville, François Hervé, aussi député aux États de la Ligue, envoie une plainte au duc de Mercœur.
Un texte de 1592 illustre ses exactions : « La licence des gens de guerre en votre pays a été et est telle et si déréglée sur votre pauvre peuple, qu'ils n'ont omis, ni épargné aucune espèce de violences pour épuiser la subsistance, et ont exercé toutes les cruautés que la corde, le fer et le feu leur ont pu administrer pour rançonner le paysan laboureur et le marchand du plat pays innocent, et après les avoir misérablement tourmentés et gênés en leurs personnes pour extorquer leurs deniers; pillé, brûlé leurs maisons et meubles qu'ils ne pouvaient emporter, ont finalement pris le bétail, jusqu'aux porcs, et non contents de tant d'outrages ont violé femmes et filles, sans aucune distinction d'âge; encore ont contraint pour leurs pères à racheter leurs enfants pupilles, et les maris leurs femmes, et réduit votre peuple a une telle extrémité qu'il a été contraint d'abandonner maisons et familles, et cherche l'espoir et la sûreté aux forêts, entre les plus cruelles bêtes, néanmoins la rigueur de l'hiver, aimant mieux habiter avec les animaux sauvages et cherche leur vie que de languir et mourir prisonnier, entre les mains de gens de guerre, de tourments, de faim et d'ennui faute de moyen de se racheter; et se sont tellement dépouillés qu'ils ont dénié les corps morts en leur prison à la parentelle pour les inhumer, jusqu'à les racheter, faisant languir les vivants avec les corps des morts en leurs dites prisons, ce qui a tellement ruiné votre peuple, que les paroisses entières se voient désertes, les grosses bourgades abandonnées de tous leurs,habitants et ne se peut espérer aucun paiement de vos deniers, le soulagement de vos affaires et la nécessité au dit pays. »
Le 20 mars 1592, La Fontenelle ose entrer par surprise dans une auberge réputée de Vannes, le « Logis de la Tête Noire », où se tient une réunion importante des députés aux États de la Ligue. Le brigand s'adressa à l'un des convives, Jean Breut : « J'ai entendu que vous estes venu faire plainctes de moy en ces estatz, mais, par la mort de Dieu! Regardez bien ce que vous direz, car selon ce que vous direz, je vous coupperé le col! » dit-il. Mais le duc de Mercœur, prévenu, fit arrêter le brigand, qui fut vite libéré et recommença ses exactions en forêt de Laz avant d'oser attaquer en 1593 à coups de canons la forteresse du Granec en Landeleau où il s'installa pour un temps.
Pour l'empêcher de continuer à écumer la région, plus d'un millier de paysans vinrent assiéger pendant huit jours son repaire du Granec, profitant de l'absence du bandit parti guerroyer du côté de Morlaix. De retour une nuit par surprise et tua environ 800 paysans. Selon le chanoine Moreau, « non content de ce carnage, La Fontenelle refusa aux parents des victimes la permission d'enlever les blessés, et même les morts, pour leur rendre les derniers devoirs et par ainsi demeurèrent corrompre sur la face de la terre sans que personne osât braver la défense du tyran qui faisait tuer à coup d'arquebuse quiconque tentait de s'en approcher. »
Il sévit ensuite du côté de Carhaix, en compagnie de son émule, le capitaine-bandit Yves du Liscouët. Un terrifiant personnage qui, la main tranchée lors d'une bataille, « s'en fit placer une de fer, à ressorts, si habillement exécutée qu'il s'en servait comme d'une main naturelle pour manier l'épée ».

### XIXesiècle

#### Les loups
Frank Davies a raconté ses souvenirs de chasse aux loups dans les montagnes Noires vers 1854 dans un livre publié vingt ans plus tard.
À la fin du XIXe siècle, un garde du comte de Saisy se chargea d'empoisonner les derniers loups du secteur, dans le prolongement oriental des Montagnes Noires, entre Gourin et Rostrenen.

#### La misère des habitants et l'émigration
Vers le milieu du XIXe siècle, la région des montagnes Noires atteint, en raison d'une forte croissance démographique, une centaine d'habitants par km², travaillant pour la plupart dans de petites exploitations agricoles de 5 à 10 hectares au sol maigre, au terrain accidenté et avec un climat rude ; la pauvreté est grande, l'enclavement important, « les pratiques quasi immuables (saleté des pennti avec sol en terre battue, maisons traditionnelles où hommes et bêtes vivent en commun, immobilisme des coutumes et des costumes traditionnels) ».
Cette description des montagnes Noires date de 1890 :

« Leur ancienne toison forestière valut le nom qu'elles portent mais qu'elles ne méritent plus : les bruyères et les ajoncs revêtent seuls aujourd'hui la plupart des cimes et, sur nombre de points, l'antique forêt a été "changée en sabots" [la déforestation a été en partie due aux sabotiers]. Tel lieu-dit dont le nom révèle l'ancienne présence des arbres n'a même plus un arbuste [des exceptions existent, par exemple le Bois de Conveau au nord-est de Gourin]. Comme tant d'autres plateaux de la Bretagne, ce qui fut bois n'est plus que lande. Le pays est si pauvre qu'il nourrit mal une population misérable, parmi lesquels on rencontre assez fréquemment ces parias qu'on appelle cacous (...), jadis relégués à l'écart des autres hommes. En aucune des communes des Montagnes Noires, la densité de population n'approche de la densité moyenne de la France. Cette population misérable, désespérant même d'améliorer jamais sa condition tenta naguère d'aller ailleurs chercher fortune : il y a quelques années, les habitants de Roudouallec émigrèrent en assez grand nombre vers le Brésil ; mais la tentative ne réussit pas et la plupart des émigrants revinrent plus malheureux qu'ils n'étaient partis. »

L'irruption de la modernité est un choc : l'utilisation des engrais et les débuts de la mécanisation bouleversent l'organisation agricole traditionnelle et rendent plus sensible la surpopulation rurale, d'autant plus que les emplois dans les carrières d'ardoises (par exemple à Lannuon en Gourin), de schiste (par exemple à Kermoal en Gourin) ou de granite (par exemple à Kergrist) de la région s'effondrent au même moment ; le désenclavement avec la mise en service des lignes de chemin de fer du Réseau breton Carhaix-Châteaulin en 1864 et Carhaix-Rosporden via Gourin et Scaër en 1896 facilite les déplacements.
Entre 1880 et 1890, un escroc se disant argentin berna environ un millier de malheureux candidats à l'émigration dans la région de Scaër, Coray et Elliant, parvenant à leur soutirer de l'argent avant de disparaître. Malgré cela, en 1888-1889 environ un millier de déshérités de cette région des montagnes Noires émigrèrent vers l'Argentine où ils se retrouvèrent abandonnés et vite sans le sou, n'obtenant pas les concessions qui leur avaient été promises dans la région de Rosario.
L'émigration fut plus importante vers l'Amérique du Nord à partir de 1890. Nicolas Legrand, de Roudouallec, fut le premier à partir vers les États-Unis en 1881. L'émigration connaît un premier pic entre 1901 et 1928 (avec un arrêt temporaire pendant la Première Guerre mondiale) et, après un quasi-arrêt après la crise économique de 1929, qui perdure jusqu'à la fin de la Seconde Guerre mondiale, connaît son intensité maximale entre 1946 et 1965 : entre ces deux dates, un habitant sur dix de Langonnet (310 départs), un sur six de Gourin (747 départs), près d'un sur trois (28,2 %) de Roudouallec (342 départs) partent vers l'Amérique du Nord.
Une émigration nationale se produisit également vers la région parisienne, mais principalement vers l'estuaire de la Loire notamment en Indre, où la Société des Forges de Basse-Indre recruta massivement des ouvriers venus des montagnes Noires.

#### Un défrichements partiel et temporaire
Victor-Eugène Ardouin-Dumazet écrit en 1910 que « le sommet de Toulaëron (...) est entouré de champs », alors « qu'il y a trois ans à peine c'était une immense lande », que « sans fumier, par le seul emploi des engrais chimiques, ces terres ont donné, dès la première année, une superbe récolte de froment » alors qu'autrefois on ne pouvait y faire que, sporadiquement et après écobuage, des cultures de seigle ou de sarrasin.
Mais ces cultures d'altitude ne durèrent que quelques années en raison de la déprise agricole qui commença dès après la Première Guerre mondiale, ces terres ayant des rendements faibles et des conditions d'exploitation difficiles.

### Les ardoisières
De nombreux gisements d'ardoises y furent exploités depuis la fin du XVe siècle jusqu'aux années 1960 : Le Rick à Saint-Goazec, Guernanic et Sainte-Barbe à Gourin, le Moulin Neuf à Motreff, Gonervan et Tohou à Plévin. Ces ardoisières durent fermer à cause de la concurrence de l'ardoise industrielle produite à moindre coût en Espagne et à Trélazé.
Au début du XXe siècle, la mise en place du réseau ferroviaire et le développement routier permettent l'ouverture de centres d'extraction situés en plein cœur des montagnes Noires (à Gourin, Motreff, Maël-Carhaix, Plévin, etc.). En 1914, 14 carrières sont en exploitation à Pleyben (Stéréon), Saint-Goazec (Le Rick), Gourin (Guernanic, Sainte-Barbe, Montagne Noire, Lannuon), Saint-Hernin (Kernabach, La Haie Dû), Motreff (Moulin Neuf), Plévin (Tohou, Governan, Kérantal), Maël-Carhaix (Kergonan, Moulin Lande). Celle de Moulin Lande produit en 1935 12 700 tonnes d'ardoises, soit 9 % de la production française d'alors.
En 1911, le journal L'Ouest-Éclair décrit ainsi les ouvriers des ardoisières :

« Quatre jours durant, j'ai cheminé aux sommets des crêtes schisteuses de la Montagne Noire (...). J'ai pu admirer une nature merveilleusement sauvage (...). Dans la montagne, au milieu de ce paysage enchanteur, j'ai rencontré des hommes (...) en proie à une sombre anxiété. Je les ai rencontré au bord des trous béants creusés au bord de la vallée, précipices béants où le regard ne trouve que la nuit. (...). Je les ai suivis dans leur descente à l'abîme, ici le long des échelles sans fin, là en empruntant le bassicot pour un ensevelissement plus rapide. Ces ouvriers sont au nombre d'un millier. Ils sont répartis dans 23 carrières, dot 10 sont réparties sur le territoire du Finistère, sept dans les Côtes-du-Nord et six en Morbihan. Les ardoisières du Finistère sont situées à Pleyben (3), à Lennon (1), à Châteaulin (1), Gouézec (1), Saint-Goazec (1), Châteauneuf-du-Faou (1), Motreff (3) ; dans le Morbihan, on les trouve à Gourin (3), Ploërmel (2), Rochefort-en-Terre (1) ; pour les Côtes-du-Nord, l'extraction de l'ardoise se fait à Maël-Carhaix (4), Plévin (2), Corel (1) »

### XXesiècle
François Ménez décrit les montagnes Noires dans un article publié en 1926[pertinence contestée].
Les montagnes Noires continuent de perdre des habitants : Coray, Trégourez, Laz, Leuhan, Châteauneuf-du-Faou, Spézet, Saint-Goazec, Roudouallec, Guiscriff, Langonnet perdent autant d'habitants qu'elles en conservent en l'espace de cinquante ans entre 1930 et 1980.

## Culture populaire

### Histoires et légendes
La légende de Karreg an Tan : du haut du belvédère de Karreg an Tan, piton rocheux qui culmine à 281 m d'altitude, on domine un vaste horizon. À l'époque des invasions vikings, ces derniers remontaient l'Aulne pour piller l'intérieur du pays. Un guetteur surveillait le sommet du Ménez-Hom où, en cas de menace, un autre guetteur allumait un feu afin de donner l'alerte, et lui aussi allumait un feu pour prévenir les populations avoisinantes. Ce sommet a gardé depuis son nom de « Roche du Feu ».
La gwerz Le faucon évoque la révolte paysanne de 1489, partie de Plouyé, mais qui se répandit aussi dans le Menez Du (montagnes Noires).

### Divers
Le nom Montagnes Noires a été repris par une station radio émettant sur les ondes F.M depuis la localité de Gourin dans tout le centre ouest-Bretagne.

### Art

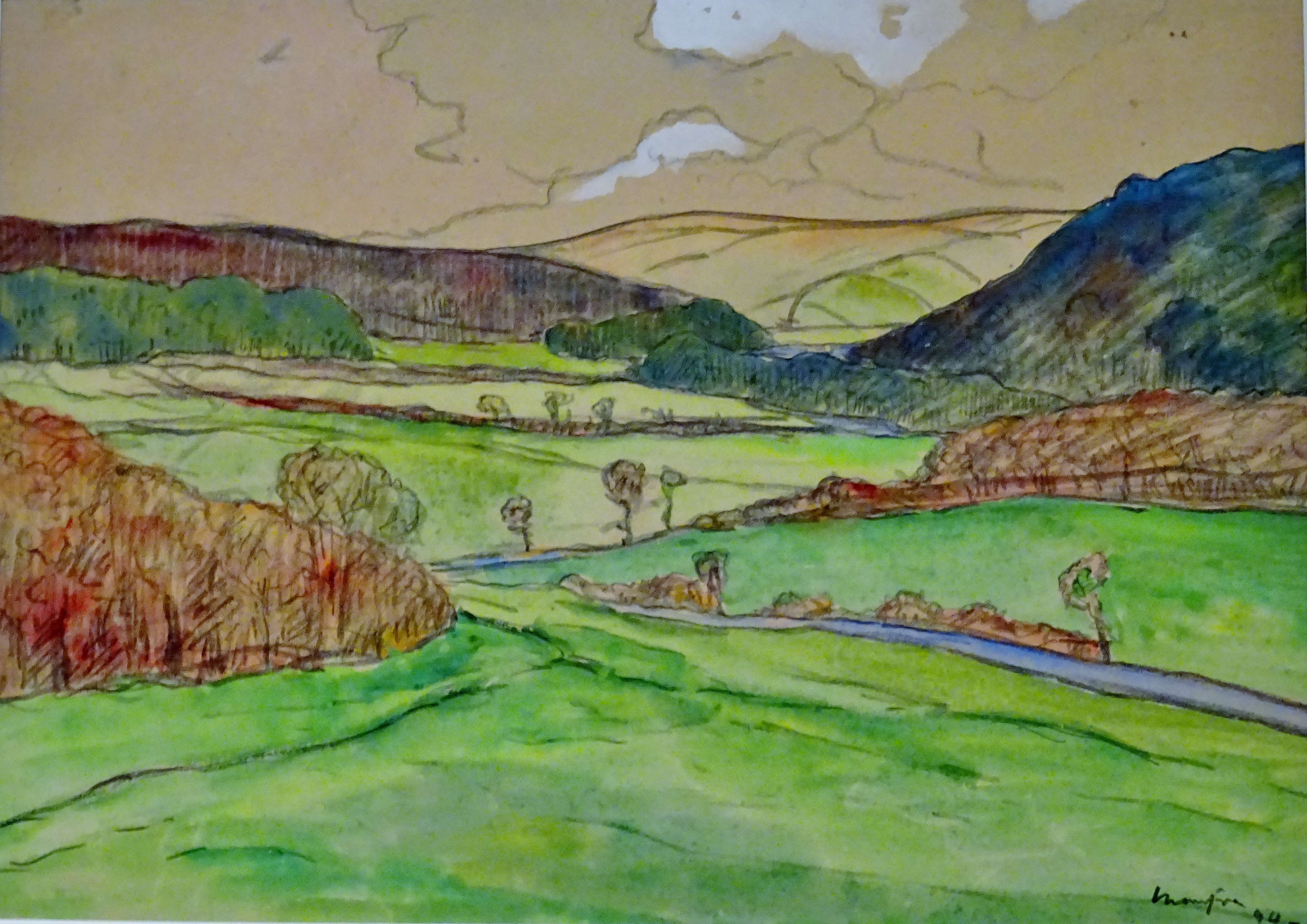
Maxime Maufra : Les Montagnes Noires (1894).

- Maxime Maufra : Les Montagnes Noires (1894).
- Mathurin Méheut : Ardoisiers dans la montagne Noire vers 1944 (caséine sur toile, Rennes, institut de géologie)